# Черновский (Волгоградская область)
Черновский — хутор в Чернышковском районе Волгоградской области.
Входит в состав Пристеновского сельского поселения.

## История
На хуторе родился Герой Социалистического Труда Дмитрий Мельников.